# Pietro Carmignani
Pietro Carmignani (Altopascio, provincia de Lucca, Italia, 22 de enero de 1945) es un exfutbolista y entrenador italiano. Se desempeñaba en la posición de guardameta.

## Trayectoria

### Como futbolista
Se formó en las categorías inferiores de la Stella Rossa de Viareggio. Su primer equipo profesional fue el Como de la Serie C. Debutó en la Serie A en 1968, defendiendo la portería del Varese. El 9 de julio de 1971 pasó a la Juventus de Turín, reemplazando a Roberto Tancredi, quien fue cedido al Mantova. Con los bianconeri ganó la Serie A 1971/72. En 1972 fichó por el Napoli. Se casó con una napolitana y disputó cinco temporadas de buen nivel en la ciudad del Golfo, jugando 61 partidos sin recibir goles. Se consagró campeón de la Copa Italia 1975-76 y de la Copa de la Liga anglo-italiana 1976. En 1977 fue transferido a la Fiorentina.

### Como entrenador
Comenzó su carrera de entrenador en el Parma como segundo de Arrigo Sacchi, del que fue ayudante de campo también con la Selección de Italia y el Atlético de Madrid. Fue el entrenador del Livorno durante la temporada 1999/2000 de la tercera división italiana.
En 2002 reemplazó a Daniel Passarella en el banquillo del Parma y logró la Copa Italia, tras derrotar a la Juventus. En 2008 fue el entrenador del Varese, siendo cesado tras cinco jornadas.

## Clubes

### Como jugador
| Club          | País   | Año         |
| ------------- | ------ | ----------- |
| Calcio Como   | Italia | 1964 - 1972 |
| Varese FC     | Italia | 1967 - 1971 |
| Juventus FC   | Italia | 1971 - 1972 |
| SSC Napoli    | Italia | 1972 - 1977 |
| AC Fiorentina | Italia | 1977 - 1979 |

### Como entrenador
| Club                                    | País   | Año         |
| --------------------------------------- | ------ | ----------- |
| Parma AC (segundo)                      | Italia | 1982 - 1989 |
| AC Milan (porteros)                     | Italia | 1989 - 1991 |
| Selección de Italia (segundo)           | Italia | 1991 - 1996 |
| AC Milan (segundo)                      | Italia | 1996 - 1997 |
| Club Atlético de Madrid (segundo)       | España | 1998 - 1999 |
| AS Livorno Calcio                       | Italia | 1999 - 2000 |
| Parma AC (entrenador, segundo, juvenil) | Italia | 2000 - 2007 |
| AS Varese (segundo)                     | Italia | 2007 - 2008 |
| AS Varese                               | Italia | 2008        |

## Palmarés

### Campeonatos nacionales
| Título      | Club        | País   | Año         |
| ----------- | ----------- | ------ | ----------- |
| Serie B     | Varese FC   | Italia | 1969 - 1970 |
| Serie A     | Juventus FC | Italia | 1971 - 1972 |
| Copa Italia | SSC Napoli  | Italia | 1975 - 1976 |

### Campeonatos internacionales
| Título                         | Club       | País   | Año  |
| ------------------------------ | ---------- | ------ | ---- |
| Copa de la Liga anglo-italiana | SSC Napoli | Italia | 1976 |

### Campeonatos nacionales
| Título      | Club     | País   | Año         |
| ----------- | -------- | ------ | ----------- |
| Copa Italia | Parma AC | Italia | 2001 - 2002 |